# Galgen Mudau

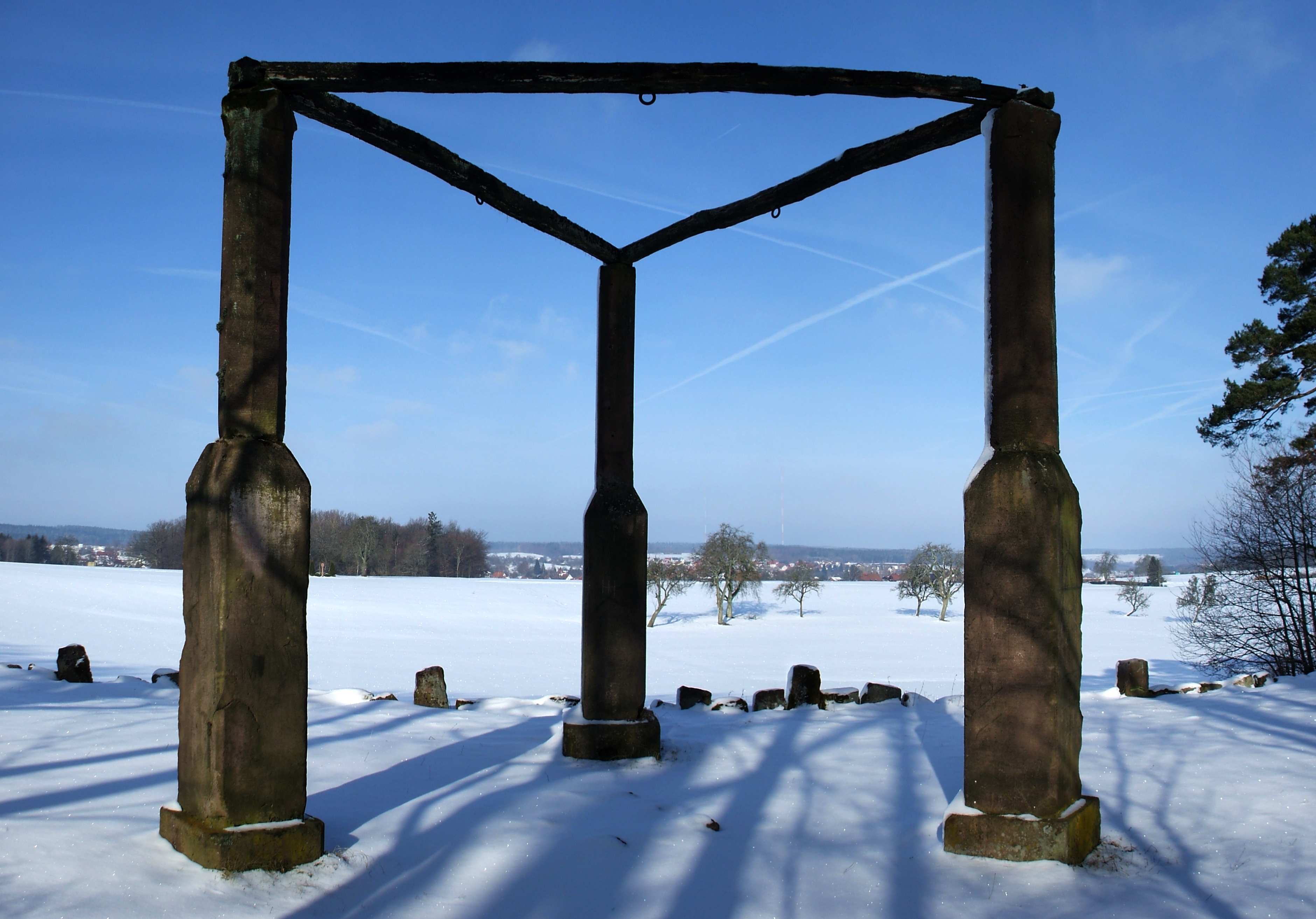
Galgen Mudau

Der Galgen Mudau liegt in südöstlicher Richtung, in etwa 1,2 Kilometer Entfernung von Mudau, am höchsten Punkt des Bereichs einer alten Straßenkreuzung. Er ist Zeuge einer Epoche, in der Mudau spätestens ab 1271 ein eigener Verwaltungs- und Gerichtsbezirk und somit Sitz eines Zentgerichts war.

## Geschichte
Das Zentgericht setzte sich aus dem vorsitzenden Zentgrafen und bis zu 14 Schöffen zusammen, die in der Regel jedoch nicht alle an den Sitzungsterminen teilnahmen. Es trat zunächst unregelmäßig, ab 1612 aber gewöhnlich zweimal im Jahr zusammen, am 4. Sonntag nach Ostern und nach Michaelis (nach dem 29. September). Das Gericht musste nach alter Tradition im Freien tagen, was in Mudau „unter den Linden“ beim Rathaus geschah. Das Zentgericht konnte Gefängnisstrafen, die im Mudauer Kerker verbüßt werden mussten, aber auch Todesstrafen aussprechen. Eine Todesstrafe musste durch das Kurmainzische Hofgericht bestätigt werden.
Die Hinrichtung erfolgte dann am Mudauer Galgen, wo neben dem Erhängen auf eigens dafür errichteten Podesten auch andere Formen der Todesstrafe, wie Enthauptungen oder das Rädern vollstreckt wurden. Der Verurteilte wurde zum Galgen geführt und dort in Gegenwart des Gerichts und zahlreicher Schaulustiger hingerichtet. Die öffentlichen Hinrichtungen hatten damals den Charakter von Volksfesten. Die letzte Hinrichtung in Mudau wurde um das Jahr 1760 wegen des Diebstahls eines Huhns vollzogen.
Mit Förderung durch den Naturpark Neckartal-Odenwald wurde der Galgen im Jahre 1987 durch die Gemeinde restauriert. Eine Hinweistafel informiert den interessierten Besucher. Noch heute wird das angrenzende Gebiet und seine Wohnsiedlung „Am Galgen“ genannt.
Eine weitere erhalten gebliebene Hinrichtungsstätte in der Region ist der Beerfelder Galgen.